# Norma B. Deginani
Norma Beatriz Deginani (8 de noviembre de 1950) es una botánica argentina que desarrolla actividades como curadora, en el Instituto de Botánica Darwinion, San Isidro (Buenos Aires). Ha realizado expediciones botánicas a la provincia de Jujuy.

## Algunas publicaciones
- norma b. Deginani, alejandro Escobar. 2002. Números cromosómicos de especies de Passiflora (Passifloraceae). Hickenia 3 (36): 143-144

- ----------------------. 2001. Las especies argentinas del género Passiflora (Passifloraceae). Darwiniana, 43-129

- maría f. Rodríguez, norma Deginani. 1994-95. Recursos vegetales utilizados en Quebrada Seca 3 (Puna Meridional Argentina) a comienzos del Arcaico Tardío. Palimpsesto. Revista de Arqueología 4: 122-126

Es miembro de la Sociedad Argentina de Botánica.
- La abreviatura «Deginani» se emplea para indicar a Norma B. Deginani como autoridad en la descripción y clasificación científica de los vegetales.[3]